# Davis Cleveland
Davis Richard Cleveland, född 5 februari 2002 i Houston, Texas, är en amerikansk barnskådespelare, rappare och sångare, mest känd för rollen som Flynn Jones i Shake It Up.